# Batciclo
Il Batciclo (BatPod), a volte chiamato anche la Batmoto, è il motoveicolo di Batman, supereroe dei fumetti pubblicati dalla DC Comics.
Nell'universo DC la motocicletta di Batman è una moto da strada con motore V4 di 786 cm³ raffreddato a liquido. Contiene un carburatore controllato da un computer e un paravento a prova di proiettile.

## Altri media

### Televisione
- Batman: il Batciclo fece la sua prima comparsa nel 1966 nella serie TV Batman. Era una Harley Davidson del 1965 con un sidecar, ma essendo a noleggio fu utilizzato solo per la puntata della prima stagione Not Yet, He Ain't. Più tardi, in quello stesso anno, fu introdotto un nuovo Batciclo. Fu prodotto dalla Kustomotive, concepito da Dan Dempski, progettato da Tom Daniel, e costruito da Dan e Korky Korkes usando una Yamaha Catalina 250. Fu dato a nolo alla 20th Century Fox a iniziare dal 18 aprile 1966 per 50$ a settimana con un anticipo di 350$. Il nuovo Batciclo fu utilizzato per la prima volta nel film Batman del 1966 e continuò ad apparire in tutte le puntate della serie TV. Hubie Kerns e Victor Paul furono i protagonisti della maggior parte delle scene di stunt a bordo del bat-veicolo su tutta la serie. Il totale ammonto pagato alla Kustomotive fu di 2500$. Quando la serie fu cancellata, la Kustomotive utilizzò il Batciclo in una mostra d'auto, pagando le royalties alla Greenway, alla 20th Century Fox e alla National Periodical Corporation. La Kustomotive costruì quattro repliche del Batciclo per alcuni tour.
- Batman, la serie animata del 1992: il Batciclo fu uno dei vari veicoli utilizzati da Batman e Robin in Batman. Il Batciclo fu progettato per somigliare anche a tutti gli altri veicoli, quali la Batmobile, il Batwing e la Batboat. Batman lo utilizza in vari episodi, così come Robin. Forse la parte più importante che il Batciclo ha giocato nella serie fu nel film di animazione Batman - La maschera del Fantasma, in cui Batman salta dal veicolo per farlo scontrare con un gigantesco ventilatore controllato da Joker. Il Batciclo vede un utilizzo maggiore da parte di Robin, soprattutto nell'episodio Robin's Reckoning. Robin avrebbe continuato a fare utilizzo di alcune varianti del Batciclo nelle stagioni successive dopo aver assunto l'identità di Nightwing.
- The Batman: il Batciclo fu utilizzato da Batman poche volte, per la prima volta quando Catwoman gli rubò la cintura, e premette accidentalmente il pilota automatico della Batmobile. La seconda occasione si presentò quando Gearhead danneggiò la Batmobile e Batman fu costretto a costruirne una nuova; quando la costruzione fu terminata, Gearhead era ancora a piede libero ma la Batmobile non aveva il nucleo di potenza pienamente caricato così Batman ebbe bisogno di un altro mezzo di trasporto ed utilizzò il Batciclo, ma sotto autopilota. Batgirl lo rubò in un episodio e lo distrusse dopo che Gearhead lo infettò con un nano-virus. Una variante del Batciclo viene utilizzato da Robin e Batgirl con i propri colori sul veicolo. Robin ha una motocicletta simile nella serie Teen Titans.

### Lungometraggi live action
- Batman & Robin: Il Batblade è la motocicletta personale di Batgirl (Alicia Silverstone) utilizzata nel film del 1997 Batman & Robin. Questo veicolo può funzionare sotto le condizioni atmosferiche più estreme. Il Batblade fu costruito sul corpo di una moto da corsa clandestina: lo pneumatico posteriore non viene da una motocicletta, ma da una macchina. Originariamente fu concepito l'equipaggiamento per le corse veloci, e con l'aiuto degli effetti speciali, poteva correre sulle strade più impervie e sotto le condizioni atmosferiche più estreme.

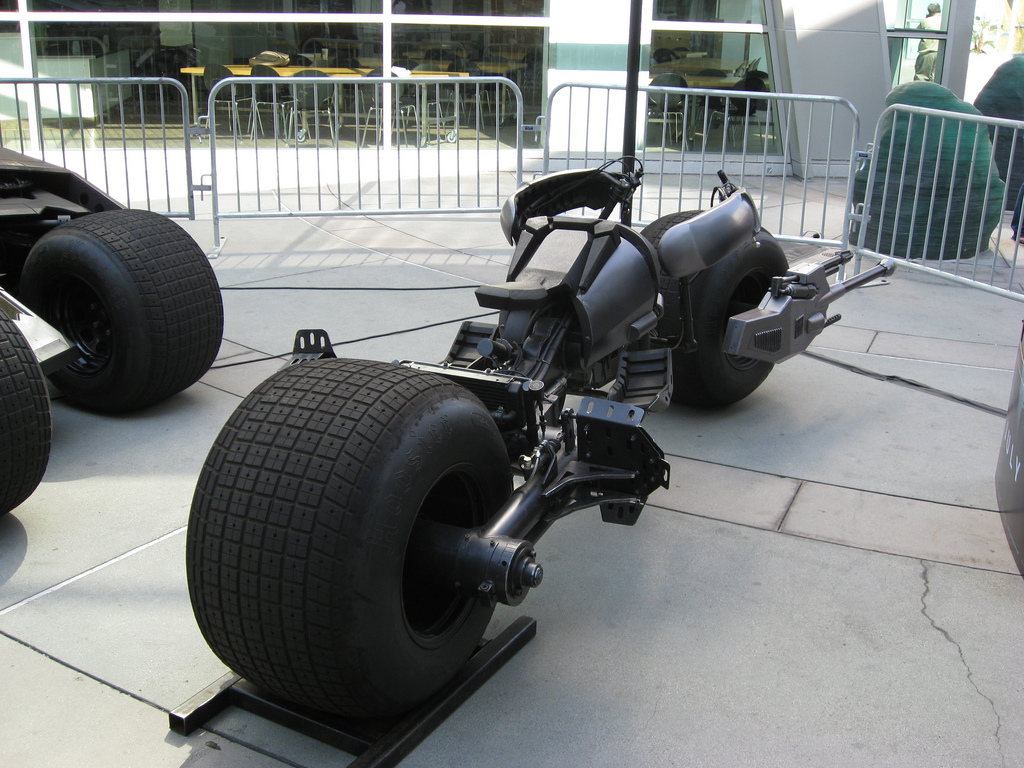
Il batpod della trilogia di Nolan visto dal davanti

- Il cavaliere oscuro: Il Batciclo del film di Christopher Nolan è chiamato Batpod. Il suo disegno fu un'idea di Nolan, più tardi progettato da Nathan Crowley che disegnò anche la Tumbler, la Batmobile del film Batman Begins. La moto ha pneumatici da 20 pollici (pneumatici frontali della Tumbler) ed è potenziata da un motore monocilindrico, con raffreddamento ad acqua e ad alta prestazione verso l'estremità anteriore per un'accelerazione più veloce e senza marmitta. La marmitta è lo scheletro di acciaio, alluminio e magnesio che tiene insieme la moto. Il Batpod viene guidato dalle spalle e non dalle mani: le braccia del guidatore sono protette dagli scudi. I pioli per l'appoggio dei piedi sono posti a un metro di distanza su ogni lato del veicolo, sul quale il guidatore è sdraiato a pancia sotto. Il suono prodotto dal motore del Batpod deriva, in parte, dal suono del motore elettrico della Tesla Roadster.Il batpod della trilogia di Nolan visto dal davantiIl Batpod fuoriesce dalla parte frontale della Tumbler, facendo degli pneumatici anteriori della Batmobile, gli pneumatici del motoveicolo. Nel film, la Tumbler rimane danneggiata; dopo che Batman inserisce l'auto distruzione della Batmobile, può continuare la sua caccia al Joker con il Batpod. Nel film la motocicletta è armata di uncini da lancio, cannoni e mitragliatrici. Ne furono costruiti sei modelli, anticipando le distruzioni di alcuni di essi durante le riprese del film. Una delle scene d'azione nel film mostra le ruote correre al di fuori del proprio asse, probabilmente per aiutare la stabilità del veicolo in manovre estreme o durante alcune curve nette. Questo permette anche istantanei cambi di direzione, come si nota in una scena del film, dove Batman, finendo con il Batpod su un muro, si ritrova di nuovo in strada senza aver riportato danni a sé o al veicolo. Il Batpod venne utilizzato nelle parti più emozionanti del film, da quando Batman esce dalla Batmobile fino a quando salva Harvey Dent. Il nome del Batpod viene usato solo da Alfred Pennyworth quando Bruce Wayne tenta di salvare la vita di un suo impiegato utilizzando la propria automobile.

### Videogiochi
- Batman & Robin (Robin guida il Redbird e Batgirl il Batblade)
- Batman: Rise of Sin Tzu (il Batciclo e il Nightwing Cycle sono modelli 3D non sbloccabili in una Stanza dei Trofei)
- LEGO Batman: Il videogioco (LEGO Batman: The Video Game)

### Giocattoli
- Anche la LEGO ha realizzato un modellino della stessa motocicletta.[1]